# HMCS Halifax (330)
HMCS Halifax (330) je fregata Kanadského královského námořnictva, která má svůj domovský přístav v Halifaxu. Jedná se o první jednotku třídy Halifax.

## Technické specifikace
Délka fregaty dosahuje 134,2 m a šířka 16,5 m. Ponor lodi je hluboký 7,1 m a standardní výtlak činí 4 795 t. Halifax může plout rychlostí 56 km/h a posádku tvoří 225 důstojníků a námořníků.

## Výzbroj

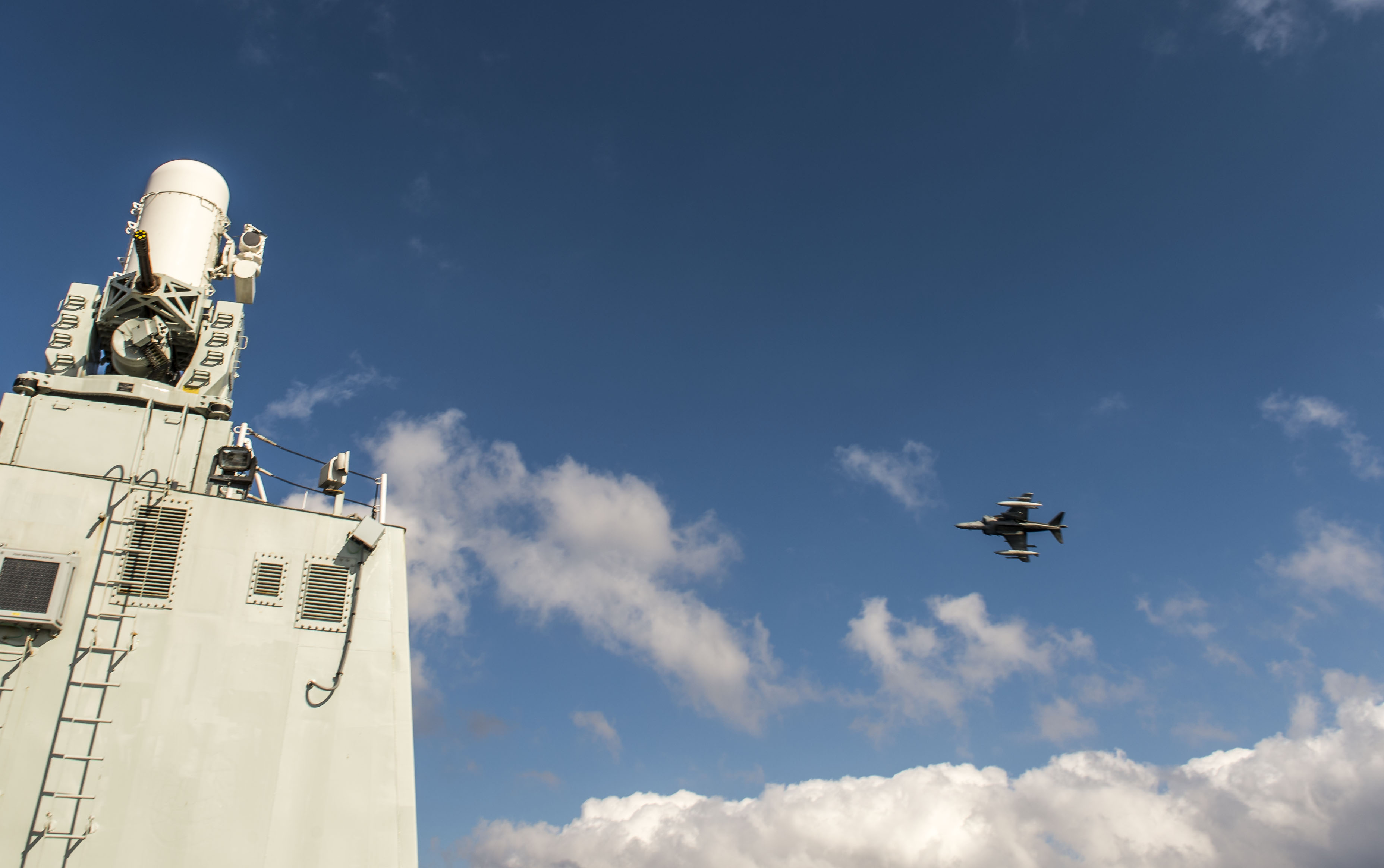
Systém blízké obrany Phalanx na Halifaxu

### Protivzdušná obrana
Pro tyto účely je loď vybavena jedním 20mm kanónovým systémem blízké obrany Phalanx a dvěma osmihlavňovými vertikálními odpalovacími zařízeními Mk 48 Mod 0 pro šestnáct protiletadlových řízených střel moře-vzduch RIM-162C ESSM. 

### Protilodní obrana
Halifax je vyzbrojen jedním 57mm lodním kanónem Bofors L/70, šesti 12,7mm kulomety a dvěma čtyřhlavňovými raketomety Mk 141 pro osm protilodních střel RGM-84 Harpoon.

### Protiponorková obrana
Fregata disponuje dvěma tříhlavňovými torpédomety Mk 32 pro protiponorková torpéda Mk 46.